# Mirriah (Departement)
Mirriah ist ein Departement in der Region Zinder in Niger.

## Geographie

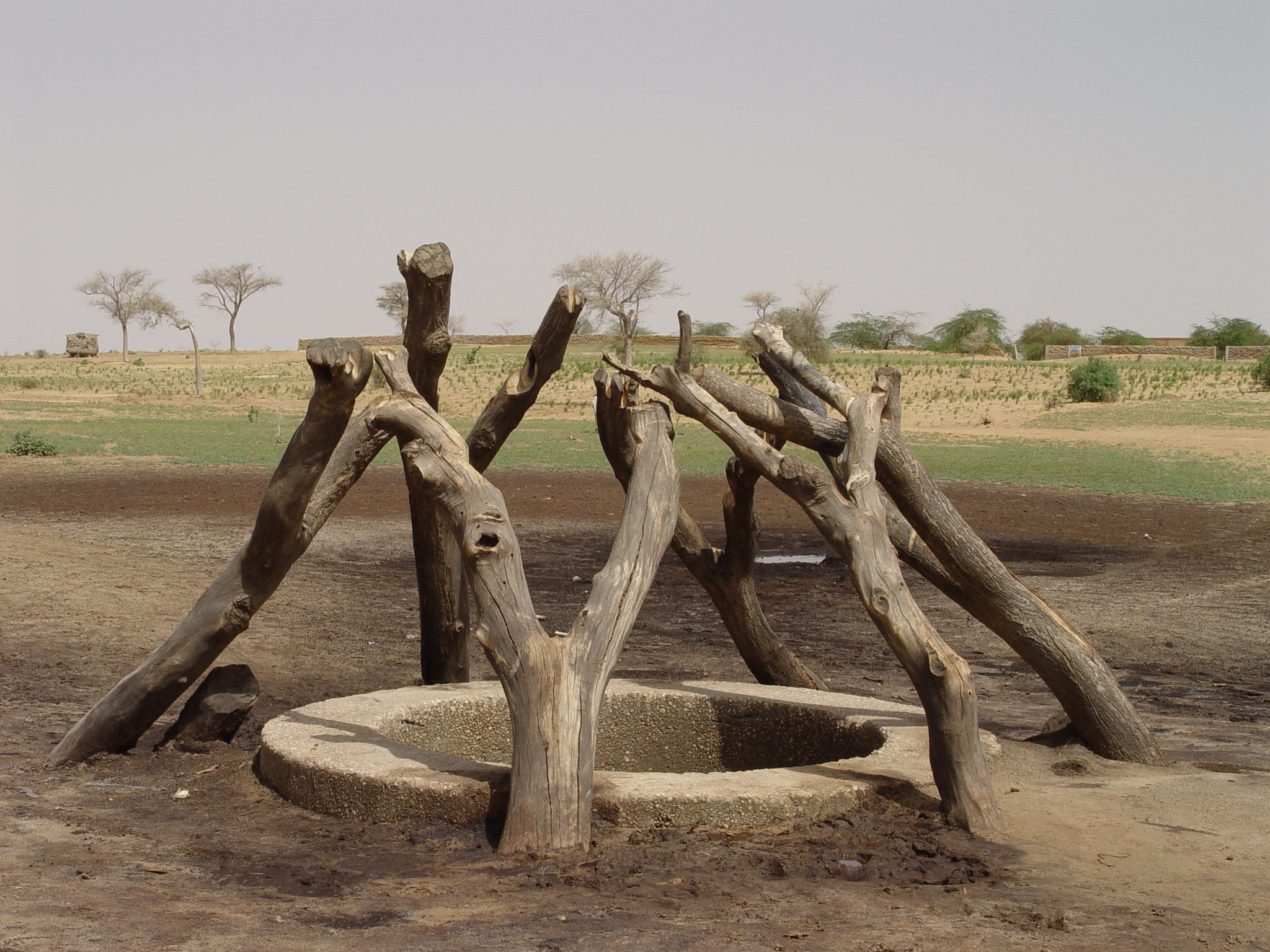
Ländlicher Brunnen bei Zinder

Das Departement liegt im Süden des Landes. Es besteht aus der Stadt Zinder, der Stadtgemeinde Mirriah und den Landgemeinden Dogo, Droum, Gaffati, Gouna, Hamdara, Kolléram und Zermou. Der namensgebende Hauptort des Departements ist Mirriah.

## Geschichte
Nach der Unabhängigkeit Nigers im Jahr 1960 wurde das Staatsgebiet in 32 Bezirke (circonscriptions) aufgeteilt. Einer davon war der Bezirk Mirriah. 1964 gliederte eine Verwaltungsreform Niger in sieben Departements, die Vorgänger der späteren Regionen, und 32 Arrondissements, die Vorgänger der späteren Departements. Im Zuge dessen wurde der Bezirk Mirriah in das Arrondissement Mirriah umgewandelt. Der Pädagoge Souleymane Ly leitete von 1967 bis 1968 als Unterpräfekt das Arrondissement. Der spätere Premierminister Mamane Oumarou war 1975 Unterpräfekt von Mirriah.
Im Jahr 1998 wurden die bisherigen Arrondissements Nigers zu Departements erhoben, an deren Spitze jeweils ein vom Ministerrat ernannter Präfekt steht. Die Gliederung des Departements in Gemeinden besteht seit dem Jahr 2002. Zuvor bestand es aus den städtischen Zentren Miriah und Zinder sowie den Kantonen Miriah, Alberkaram, Babantapki, Dakoussa, Damagaram Takaya, Dogo, Droum, Gaffati, Garagoumsa, Gouna, Guidimouni, Kissambana/Hamdara, Moa, Ouamé/Kagna Ouamé, Tirmini und Zermou. 2011 wurden Damagaram Takaya und Takeita als eigene Departements aus dem Departement Mirriah herausgelöst.

## Bevölkerung
Das Departement Mirriah hat gemäß der Volkszählung 2012 827.974 Einwohner, davon 321.809 in der Stadt Zinder. Bei der Volkszählung 2001, vor der Herauslösung von Damagaram Takaya und Takeita, waren es 770.638 Einwohner, bei der Volkszählung 1988 535.222 Einwohner und bei der Volkszählung 1977 351.193 Einwohner.

## Verwaltung
An der Spitze des Departements steht ein Präfekt (französisch: préfet), der vom Ministerrat auf Vorschlag des Innenministers ernannt wird.
| Amtszeit                      | Name                     |
| ----------------------------- | ------------------------ |
| …                             |                          |
| 15. Apr. 2010 – 3. Jun. 2011  | Djibo Badié              |
| 3. Jun. 2011 – 4. Dez. 2013   | Alat Mogaskia            |
| 4. Dez. 2013 – 29. Jul. 2016  | Abdallah Illias          |
| 29. Jul. 2016 – 27. Okt. 2017 | Hamidou Maman            |
| 27. Okt. 2017 – 4. Dez. 2020  | Moussa Dan Tanine        |
| 4. Dez. 2020 – 8. Nov. 2021   | Sidi Mohamed Raliou      |
| 8. Nov. 2021 – 21. Sep. 2023  | Youssouf Baraka Dan Ladi |
| seit 21. Sep. 2023            | Ramatou Abdoulaye        |